# Maria Woźniak
Maria Woźniak (ur. 1 lutego 1947 w Laskowej, zm. w lipcu 2020) – polska nauczycielka, polityk i działaczka społeczna, posłanka na Sejm PRL VIII kadencji.

## Życiorys
W 1965 wstąpiła do Polskiej Zjednoczonej Partii Robotniczej i podjęła pracę jako nauczycielka, natomiast w 1974 uzyskała tytuł zawodowy magistra matematyki na Wydziale Matematyczno-Fizycznego Wyższej Szkoły Pedagogicznej w Krakowie oraz została zastępcą gminnego dyrektora szkół w Laskowej. Działała też m.in. w Związku Młodzieży Socjalistycznej, Związku Harcerstwa Polskiego i Związku Nauczycielstwa Polskiego. Radna Powiatowej (od 1972), a następnie Wojewódzkiej Rady Narodowej.
W latach 1983–1985 pełniła mandat posłanki na Sejm PRL VIII kadencji w okręgu Nowy Sącz. Zasiadała w Komisji Oświaty i Wychowania oraz w Komisji Oświaty, Wychowania, Nauki i Postępu Technicznego. Była dyrektorem szkoły podstawowej, od 1999 także gimnazjum, a od 2002 Zespołu Szkół w Laskowej. W 2012 przeszła na emeryturę.
Otrzymała Brązowy (1974) i Złoty (1979) Krzyż Zasługi, Medal Komisji Edukacji Narodowej, Krzyż Kawalerski Orderu Odrodzenia Polski, Złoty Krzyż „Za Zasługi dla ZHP” oraz szereg nagród. Pochowana 29 lipca 2020 w Laskowej.